# المجلة الدولية للتنمية السلوكية
المجلة الدولية للتنمية السلوكية (بالإنجليزية: International Journal of Behavioral Development)‏ هي مجلة أكاديمية محكمة تغطي الأبحاث في مجال علم النفس التنموي، ورئيس تحريرها هو بريت لورسن [الإنجليزية] (جامعة فلوريدا أتلانتيك). تأسست المجلة في عام 1978 وتنشر حاليًا بواسطة سيج للنشر نيابة عن الجمعية الدولية لدراسة التنمية السلوكية [الإنجليزية].

## المستخلصات والفهرسة
المجلة الدولية للتنمية السلوكية مجردة ومفهرسة في سكوبس ومؤشر الاقتباس في العلوم الاجتماعية [الإنجليزية]. وفقًا لتقارير الاستشهاد بالمجلات الأكاديمية، فإن عامل التأثير للمجلة لعام 2018 يبلغ 2.015، مما يجعلها في المرتبة 34 من أصل 74 مجلة في فئة "علم النفس، التنموي".

## روابط خارجية
- الموقع الرسمي